# Coupe d'Amérique centrale de la CONCACAF 2025
Navigation
Édition précédente Édition suivante
La Coupe d'Amérique centrale de la CONCACAF 2025 est la 3e édition de la principale compétition inter-clubs centraméricaine de football.
Cette compétition organisée par la CONCACAF oppose les 20 meilleurs clubs centraméricains qui se sont illustrés dans les championnats bélizéen, costaricien, guatémaltèque, hondurien, nicaraguayen, panaméen et salvadorien.
Le vainqueur de la Coupe d'Amérique centrale se qualifie directement pour les huitièmes de finale de la Coupe des champions de la CONCACAF 2026 tandis que les demi-finalistes et les vainqueurs des play-in rejoignent la compétition au stade du premier tour.

## Format
Les participants à la compétition sont regroupés en quatre groupes de cinq équipes. Chaque club joue quatre rencontres, deux à domicile et deux à l'extérieur, face à chacun de ses adversaires. Les deux meilleures équipes de chaque groupe sont qualifiées pour les quarts de finale. La phase à élimination directe se dispute sur un format aller-retour des quarts de finale à la finale.
À l'issue du tournoi, le vainqueur est directement qualifié pour les huitièmes de finale de la Coupe des champions de la CONCACAF 2026 tandis que les demi-finalistes et les vainqueurs des play-in rejoignent le premier tour de cette même compétition. Les play-in sont organisées entre les équipes vaincues en quarts de finale afin de déterminer les qualifiés pour la Coupe des champions.

## Participants
20 équipes provenant de sept nations de la zone Amérique centrale participent au tournoi : 
- 3 + 1 places sont attribuées au Costa Rica, la quatrième place étant liée aux performances des clubs costariciens la saison précédente ;
- 3 places sont attribuées au Guatemala, au Honduras, au Panama et au Salvador ;
- 2 + 1 places sont attribuées au Nicaragua, la quatrième place étant liée aux performances des clubs nicaraguayens la saison précédente ;
- 1 place est attribuée au Belize.

| Costa Rica                          | Costa Rica         | Guatemala                        | Guatemala              |
| ----------------------------------- | ------------------ | -------------------------------- | ---------------------- |
| Vainqueur Ouv. 2024 et Clôt. 2025   | CS Herediano       | Vainqueur Tournoi Ouverture 2024 | CSD Xelajú             |
| 1er Classement cumulé 2024-2025     | LD Alajuelense     | Vainqueur Tournoi Clôture 2025   | Antigua GFC            |
| 2e du Classement cumulé 2024-2025   | Deportivo Saprissa | 1er Classement cumulé 2024-2025  | CSD Municipal          |
| 3e du Classement cumulé 2024-2025   | CS Cartaginés      |                                  |                        |
| Honduras                            | Honduras           | Panama                           | Panama                 |
| Vainqueur Tournoi Ouverture 2024    | FC Motagua         | Vainqueur Tournoi Clôture 2024   | CA Independiente       |
| Vainqueur Tournoi Clôture 2025      | CD Olimpia         | Vainqueur Tournoi Ouverture 2025 | CD Plaza Amador        |
| 3e Classement cumulé 2024-2025      | Real España        | 3e Classement cumulé 2024-2025   | Sporting San Miguelito |
| Salvador                            | Salvador           | Nicaragua                        | Nicaragua              |
| Vainqueur Tournoi Ouverture 2024    | Once Deportivo,    | Vainqueur Tournoi Ouverture 2024 | Diriangén FC           |
| Vainqueur Tournoi Clôture 2025      | Alianza FC         | Vainqueur Tournoi Clôture 2025   | Managua FC             |
| 1er Classement cumulé 2024-2025     | CD Águila          | 1er Classement cumulé 2024-2025  | Real Estelí FC         |
| Belize                              |                    |                                  |                        |
| 1er Vainqueur de Tournois 2024-2025 | Verdes FC          |                                  |                        |

| \| Verdes FC CS Herediano LD Alajuelense Deportivo Saprissa CS Cartaginés CSD Xelajú CSD Municipal Antigua GFC FC Motagua CD Olimpia Real España Diriangén FC Real Estelí FC Managua FC CA Independiente CD Plaza Amador Sporting San Miguelito Once Deportivo CD Águila Alianza FC \| Localisation des clubs qualifiés pour la compétition. |
| Verdes FC CS Herediano LD Alajuelense Deportivo Saprissa CS Cartaginés CSD Xelajú CSD Municipal Antigua GFC FC Motagua CD Olimpia Real España Diriangén FC Real Estelí FC Managua FC CA Independiente CD Plaza Amador Sporting San Miguelito Once Deportivo CD Águila Alianza FC                                                             |

## Calendrier
| Nom                                               | Tirage au sort | Date aller                                                                       | Date retour                                                                      |
| ------------------------------------------------- | -------------- | -------------------------------------------------------------------------------- | -------------------------------------------------------------------------------- |
| Phase de groupes (2025)                           |                |                                                                                  |                                                                                  |
| Journée 1 Journée 2 Journée 3 Journée 4 Journée 5 | 3 juin 2025    | 29-31 juillet 2025 5-7 août 2025 12-14 août 2025 19-21 août 2025 26-28 août 2025 | 29-31 juillet 2025 5-7 août 2025 12-14 août 2025 19-21 août 2025 26-28 août 2025 |
| Phase à élimination directe (2025)                |                |                                                                                  |                                                                                  |
| Quarts de finale                                  | TBD            | 23-25 septembre 2025                                                             | 30 septembre-2 octobre 2025                                                      |
| Demi-finale                                       | TBD            | 21-23 octobre 2025                                                               | 28-30 octobre 2025                                                               |
| Finale                                            | TBD            | 25-27 novembre 2025                                                              | 2-4 décembre 2025                                                                |

## Phase de groupes

### Format et tirage au sort
Le tirage au sort est effectué au siège de la CONCACAF à Miami, en Floride. Les vingt équipes participantes sont réparties en cinq chapeaux de quatre clubs, établis en fonction du classement des clubs de la CONCACAF.
| Chapeau 1                | Chapeau 2           | Chapeau 3             | Chapeau 4                    | Chapeau 5                |
| ------------------------ | ------------------- | --------------------- | ---------------------------- | ------------------------ |
| CS Herediano (40e)       | Antigua GFC (54e)   | CD Plaza Amador (61e) | CA Independiente (68e)       | Diriangén FC (96e)       |
| LD Alajuelense (46e)     | FC Motagua (55e)    | CS Cartaginés (62e)   | Sporting San Miguelito (80e) | Managua FC (121e)        |
| CD Olimpia (48e)         | CSD Municipal (56e) | Real España (63e)     | CD Águila (83e)              | Verdes FC (186e)         |
| Deportivo Saprissa (52e) | CSD Xelajú (60e)    | Real Estelí FC (66e)  | Alianza FC (88e)             | CD Hércules (Non Classé) |

### Critères de départage
En cas d'égalité, les critères suivants départagent les équipes :
1. Différence de buts générale
2. Nombre de buts marqués
3. Points lors d'oppositions entre les équipes concernées
4. Différence de buts lors d'oppositions entre les équipes concernées
5. Nombre de buts marqués lors d'oppositions entre les équipes concernées
6. Classement du fair-play
7. Tirage à la pièce

### Classements et Résultats
| Légende des classements - Qualifié pour les quarts de finale | 0 | Légende des résultats - Victoire à domicile - Match nul - Victoire à l'extérieur |

#### Groupe A
| Rang | Équipe          | Pts | J | G | N | P | Bp | Bc | Diff |  | Résultats (▼ dom., ► ext.) |     |     |     |     |     |
| ---- | --------------- | --- | - | - | - | - | -- | -- | ---- |  | -------------------------- | --- | --- | --- | --- | --- |
| 1    | CD Plaza Amador | 9   | 3 | 3 | 0 | 0 | 10 | 6  | +4   |  | CD Plaza Amador            |     |     | -   |     | 3-2 |
| 2    | Antigua GFC     | 4   | 3 | 1 | 1 | 1 | 7  | 6  | +1   |  | Antigua GFC                | 3-5 |     | 0-0 |     |     |
| 3    | Alianza FC      | 4   | 2 | 1 | 1 | 0 | 1  | 0  | +1   |  | Alianza FC                 |     |     |     | -   | 1-0 |
| 4    | LD Alajuelense  | 3   | 2 | 1 | 0 | 1 | 3  | 3  | 0    |  | LD Alajuelense             | 1-2 | -   |     |     |     |
| 5    | Managua FC      | 0   | 4 | 0 | 0 | 4 | 4  | 10 | -6   |  | Managua FC                 |     | 1-4 |     | 1-2 |     |

##### 1rejournée
| 29 juillet 2025 | Managua FC       | 1 - 4   | Antigua GFC                                                           |                                                              |                                                              |
| 20h00 UTC-6     | Juan Barrera 70e | (0 - 1) | 21e José Espinoza · 68e, 90+4e Francisco Apaolaza · 86e Milton Maciel | Stade National du Nicaragua Managua Arbitrage : Josué Ugalde | Stade National du Nicaragua Managua Arbitrage : Josué Ugalde |
| 20h00 UTC-6     | Rapport          |         |                                                                       | Stade National du Nicaragua Managua Arbitrage : Josué Ugalde | Stade National du Nicaragua Managua Arbitrage : Josué Ugalde |

| 31 juillet 2025 | LD Alajuelense    | 1 - 2   | CD Plaza Amador                           |                                                               |                                                               |
| 20h00 UTC-6     | Jonathan Moya 39e | (1 - 0) | 73e Yoameth Murillo · 90+4e Everardo Rose | Stade Alejandro-Morera-Soto Alajuela Arbitrage : Sergio Reyna | Stade Alejandro-Morera-Soto Alajuela Arbitrage : Sergio Reyna |
| 20h00 UTC-6     | Rapport           |         |                                           | Stade Alejandro-Morera-Soto Alajuela Arbitrage : Sergio Reyna | Stade Alejandro-Morera-Soto Alajuela Arbitrage : Sergio Reyna |

##### 2ejournée
| 5 août 2025 | Antigua GFC | 0 - 0   | Alianza FC |                                                           |                                                           |
| 20h00 UTC-6 |             | (0 - 0) |            | Stade Pensativo Antigua Guatemala Arbitrage : David Gómez | Stade Pensativo Antigua Guatemala Arbitrage : David Gómez |
| 20h00 UTC-6 | Rapport     |         |            | Stade Pensativo Antigua Guatemala Arbitrage : David Gómez | Stade Pensativo Antigua Guatemala Arbitrage : David Gómez |

| 7 août 2025 | Managua FC                   | 1 - 2   | LD Alajuelense                         |                                                              |                                                              |
| 20h00 UTC-6 | Carlos Alberto Hernández 58e | (0 - 1) | 45+2e Diego Campos · 79e Kenyel Michel | Stade National du Nicaragua Managua Arbitrage : Víctor Rivas | Stade National du Nicaragua Managua Arbitrage : Víctor Rivas |
| 20h00 UTC-6 | Rapport                      |         |                                        | Stade National du Nicaragua Managua Arbitrage : Víctor Rivas | Stade National du Nicaragua Managua Arbitrage : Víctor Rivas |

##### 3ejournée
| 12 août 2025 | Antigua GFC                                   | 3 - 5   | CD Plaza Amador                                                                                        |                                                             |                                                             |
| 20h00 UTC-6  | Diego Santis 6e · Óscar Santis 61e (pen.) 68e | (1 - 3) | 16e 44e Jorlian Sánchez · 37e Everardo Rose · 47e Yoameth Murillo · 58e (pen.) Alberto Quintero Medina | Stade Pensativo Antigua Guatemala Arbitrage : Shavin Greene | Stade Pensativo Antigua Guatemala Arbitrage : Shavin Greene |
| 20h00 UTC-6  | Rapport                                       |         | | Stade Pensativo Antigua Guatemala Arbitrage : Shavin Greene | Stade Pensativo Antigua Guatemala Arbitrage : Shavin Greene |

| 13 août 2025 | Alianza FC                  | 1 - 0   | Managua FC |                                                              |                                                              |
| 20h00 UTC-6  | Emerson Mauricio Modèle:Gol | (0 - 0) |            | Stade Jorge-González San Salvador Arbitrage : Nelson Salgado | Stade Jorge-González San Salvador Arbitrage : Nelson Salgado |
| 20h00 UTC-6  | Rapport                     |         |            | Stade Jorge-González San Salvador Arbitrage : Nelson Salgado | Stade Jorge-González San Salvador Arbitrage : Nelson Salgado |

##### 4ejournée
| 19 août 2025 | CD Plaza Amador                                            | 3 - 2   | Managua FC          |                                                       |                                                       |
| 20h00 UTC-6  | Everardo Rose 22e · José Murillo 30e · Jorlian Sánchez 52e | (2 - 0) | 68e 81e Mauro Verón | Stade Rommel-Fernández Panama Arbitrage : David Gómez | Stade Rommel-Fernández Panama Arbitrage : David Gómez |
| 20h00 UTC-6  | Rapport                                                    |         |                     | Stade Rommel-Fernández Panama Arbitrage : David Gómez | Stade Rommel-Fernández Panama Arbitrage : David Gómez |

| 21 août 2025 | Alianza FC | - | LD Alajuelense |                                   |                                   |
| 20h00 UTC-6  |            |   |                | Stade Jorge-González San Salvador | Stade Jorge-González San Salvador |

##### 5ejournée
| 27 août 2025 | CD Plaza Amador | - | Alianza FC |                               |                               |
| 19h00 UTC-6  |                 |   |            | Stade Rommel-Fernández Panama | Stade Rommel-Fernández Panama |

| 27 août 2025 | LD Alajuelense | - | Antigua GFC |                                      |                                      |
| 18h00 UTC-6  |                |   |             | Stade Alejandro-Morera-Soto Alajuela | Stade Alejandro-Morera-Soto Alajuela |

#### Groupe B
| Rang | Équipe                 | Pts | J | G | N | P | Bp | Bc | Diff |  | Résultats (▼ dom., ► ext.) |     |     |     |     |     |
| ---- | ---------------------- | --- | - | - | - | - | -- | -- | ---- |  | -------------------------- | --- | --- | --- | --- | --- |
| 1    | CSD Municipal          | 5   | 3 | 1 | 2 | 0 | 4  | 3  | +1   |  | CSD Municipal              |     |     | 1-1 |     | 2-1 |
| 2    | Diriangén FC           | 4   | 3 | 1 | 1 | 1 | 6  | 5  | +1   |  | Diriangén FC               | 1-1 |     |     | 4-2 |     |
| 3    | Sporting San Miguelito | 4   | 2 | 1 | 1 | 0 | 3  | 2  | +1   |  | Sporting San Miguelito     |     | 2-1 |     | -   |     |
| 4    | CS Herediano           | 3   | 2 | 1 | 0 | 1 | 6  | 6  | 0    |  | CS Herediano               | -   |     |     |     | 4-2 |
| 5    | Real España            | 0   | 2 | 0 | 0 | 2 | 3  | 6  | -3   |  | Real España                |     | -   | -   |     |     |

##### 1rejournée
| 30 juillet 2025 | CS Herediano                                                                               | 4 - 2   | Real España             |                                                                  |                                                                  |
| 20h00 UTC-6     | Marcel Hernández 25e · Elías Aguilar 34e · Wesly Decas 66e (csc) · Jurguens Montenegro 75e | (2 - 0) | 70e 90+2e Gustavo Souza | Stade National du Costa Rica San José Arbitrage : Oliver Vergara | Stade National du Costa Rica San José Arbitrage : Oliver Vergara |
| 20h00 UTC-6     | Rapport                                                                                    |         |                         | Stade National du Costa Rica San José Arbitrage : Oliver Vergara | Stade National du Costa Rica San José Arbitrage : Oliver Vergara |

| 31 juillet 2025 | Diriangén FC       | 1 - 1   | CSD Municipal         |                                                            |                                                            |
| 20h00 UTC-6     | Junior Arteaga 27e | (1 - 0) | 90+7e Eddie Hernández | Stade Cacique Diriangén Diriamba Arbitrage : Jaime Herrera | Stade Cacique Diriangén Diriamba Arbitrage : Jaime Herrera |
| 20h00 UTC-6     | Rapport            |         |                       | Stade Cacique Diriangén Diriamba Arbitrage : Jaime Herrera | Stade Cacique Diriangén Diriamba Arbitrage : Jaime Herrera |

##### 2ejournée
| 6 août 2025 | Diriangén FC                                                          | 4 - 2   | CS Herediano                                   |                                                             |                                                             |
| 18h00 UTC-6 | Junior Arteaga 3e · Renzo Domingo Carballo 19e 31e · Justing Cano 71e | (3 - 0) | Marcel Hernández 11e · Jurguens Montenegro 48e | Stade Cacique Diriangén Diriamba Arbitrage : Fernando Moron | Stade Cacique Diriangén Diriamba Arbitrage : Fernando Moron |
| 18h00 UTC-6 | Rapport                                                               |         |                                                | Stade Cacique Diriangén Diriamba Arbitrage : Fernando Moron | Stade Cacique Diriangén Diriamba Arbitrage : Fernando Moron |

| 7 août 2025 | CSD Municipal       | 1 - 1   | Sporting San Miguelito |                                                    |                                                    |
| 20h00 UTC-6 | Rodrigo Saravia 32e | (1 - 1) | 2e Martín Ruíz         | Stade El Trébol Guatemala Arbitrage : Ismael López | Stade El Trébol Guatemala Arbitrage : Ismael López |
| 20h00 UTC-6 | Rappot              |         |                        | Stade El Trébol Guatemala Arbitrage : Ismael López | Stade El Trébol Guatemala Arbitrage : Ismael López |

##### 3ejournée
| 13 août 2025 | Sporting San Miguelito                                | 2 - 1   | Diriangén FC       |                                                           |                                                           |
| 19h00 UTC-6  | Ángel Valencia 2e (pen.) · Ramsés Shadith de León 22e | (2 - 0) | 61e Junior Arteaga | Stade Universidad Latina Penonomé Arbitrage : Jon Freeman | Stade Universidad Latina Penonomé Arbitrage : Jon Freeman |
| 19h00 UTC-6  | Rapport                                               |         |                    | Stade Universidad Latina Penonomé Arbitrage : Jon Freeman | Stade Universidad Latina Penonomé Arbitrage : Jon Freeman |

| 13 août 2025 | CSD Municipal                                      | 2 - 1   | Real España  |                                                                  |                                                                  |
| 20h00 UTC-6  | José Morales Concua 65e · José Carlos Martínez 70e | (0 - 1) | 17e Aparicio | Stade Jorge-González San Salvador Arbitrage : Ekaterina Koroleva | Stade Jorge-González San Salvador Arbitrage : Ekaterina Koroleva |
| 20h00 UTC-6  | Rapport                                            |         |              | Stade Jorge-González San Salvador Arbitrage : Ekaterina Koroleva | Stade Jorge-González San Salvador Arbitrage : Ekaterina Koroleva |

##### 4ejournée
| 20 août 2025 | Real España | - | Diriangén FC |                                        |                                        |
| 20h00 UTC-6  |             |   |              | Stade Francisco-Morazán San Pedro Sula | Stade Francisco-Morazán San Pedro Sula |

| 21 août 2025 | Sporting San Miguelito | - | CS Herediano |                                   |                                   |
| 19h00 UTC-6  |                        |   |              | Stade Universidad Latina Penonomé | Stade Universidad Latina Penonomé |

##### 5ejournée
| 28 août 2025 | CS Herediano | - | CSD Municipal |                                       |                                       |
| 20h00 UTC-6  |              |   |               | Stade National du Costa Rica San José | Stade National du Costa Rica San José |

| 28 août 2025 | Real España | - | Sporting San Miguelito |                                        |                                        |
| 20h00 UTC-6  |             |   |                        | Stade Francisco-Morazán San Pedro Sula | Stade Francisco-Morazán San Pedro Sula |

#### Groupe C
| Rang | Équipe             | Pts | J | G | N | P | Bp | Bc | Diff |  | Résultats (▼ dom., ► ext.) |     |     |     |     |     |
| ---- | ------------------ | --- | - | - | - | - | -- | -- | ---- |  | -------------------------- | --- | --- | --- | --- | --- |
| 1    | FC Motagua         | 7   | 3 | 2 | 1 | 0 | 6  | 2  | +4   |  | FC Motagua                 |     |     | 2-1 | 0-0 |     |
| 2    | Deportivo Saprissa | 6   | 2 | 2 | 0 | 0 | 4  | 1  | +3   |  | Deportivo Saprissa         | -   |     |     | 2-0 |     |
| 3    | CA Independiente   | 3   | 2 | 1 | 0 | 1 | 4  | 3  | +1   |  | CA Independiente           |     | -   |     |     | 3-1 |
| 4    | CS Cartaginés      | 1   | 2 | 0 | 1 | 1 | 0  | 2  | -2   |  | CS Cartaginés              |     |     | -   |     | -   |
| 5    | Verdes FC          | 0   | 3 | 0 | 0 | 3 | 3  | 9  | -6   |  | Verdes FC                  | 1-4 | 1-2 |     |     |     |

##### 1rejournée
| 29 juillet 2025 | Verdes FC         | 1 - 4   | FC Motagua                                                                    |                                              |                                              |
| 18h00 UTC-6     | Krisean Lopez 83e | (0 - 2) | 16e Carlos Mejía · 21e Jorge Serrano · 55e Marcelo Santos · 84e Edwin Munguía | FFB Field Belmopan Arbitrage : Waldir García | FFB Field Belmopan Arbitrage : Waldir García |
| 18h00 UTC-6     | Rapport           |         |                                                                               | FFB Field Belmopan Arbitrage : Waldir García | FFB Field Belmopan Arbitrage : Waldir García |

| 29 juillet 2025 | Deportivo Saprissa                   | 2 - 0   | CS Cartaginés |                                                               |                                                               |
| 20h00 UTC-6     | Joseph Mora 3e · Newton Williams 75e | (1 - 0) |               | Stade Ricardo Saprissa Aymá San José Arbitrage : Ismael López | Stade Ricardo Saprissa Aymá San José Arbitrage : Ismael López |
| 20h00 UTC-6     | rapport                              |         |               | Stade Ricardo Saprissa Aymá San José Arbitrage : Ismael López | Stade Ricardo Saprissa Aymá San José Arbitrage : Ismael López |

##### 2ejournée
| 5 août 2025 | Verdes FC                   | 1 - 2   | Deportivo Saprissa                    |                                            |                                            |
| 18h00 UTC-6 | Bryan Mauricio Lozano 45+4e | (1 - 1) | 2e Deyver Vega · 52e Orlando Sinclair | FFB Field Belmopan Arbitrage : Raúl Castro | FFB Field Belmopan Arbitrage : Raúl Castro |
| 18h00 UTC-6 | Rapport                     |         |                                       | FFB Field Belmopan Arbitrage : Raúl Castro | FFB Field Belmopan Arbitrage : Raúl Castro |

| 5 août 2025 | FC Motagua                             | 2 - 1   | CA Independiente   |                                                                              |                                                                              |
| 20h00 UTC-6 | Rodrigo Gómez 55e · Maicol Cabrera 57e | (0 - 0) | 71e Ángel Valverde | Stade José de la Paz Herrera Uclés Tegucigalpa Arbitrage : Cristopher Corado | Stade José de la Paz Herrera Uclés Tegucigalpa Arbitrage : Cristopher Corado |
| 20h00 UTC-6 | Rapport                                |         |                    | Stade José de la Paz Herrera Uclés Tegucigalpa Arbitrage : Cristopher Corado | Stade José de la Paz Herrera Uclés Tegucigalpa Arbitrage : Cristopher Corado |

##### 3ejournée
| 14 août 2025 | CA Independiente                                                | 3 - 1   | Verdes FC       |                                                           |                                                           |
| 19h00 UTC-6  | Ángel Valverde 11e · Abraham Altamirano 41e · Rafael Águila 82e | (2 - 1) | 31e Daiver Vega | Stade Rommel-Fernández Panama Arbitrage : Karen Hernández | Stade Rommel-Fernández Panama Arbitrage : Karen Hernández |
| 19h00 UTC-6  | Rapport                                                         |         |                 | Stade Rommel-Fernández Panama Arbitrage : Karen Hernández | Stade Rommel-Fernández Panama Arbitrage : Karen Hernández |

| 14 août 2025 | FC Motagua | 0 - 0   | CS Cartaginés |                                                                           |                                                                           |
| 20h00 UTC-6  |            | (0 - 0) |               | Stade José de la Paz Herrera Uclés Tegucigalpa Arbitrage : Guido González | Stade José de la Paz Herrera Uclés Tegucigalpa Arbitrage : Guido González |
| 20h00 UTC-6  | Rapport    |         |               | Stade José de la Paz Herrera Uclés Tegucigalpa Arbitrage : Guido González | Stade José de la Paz Herrera Uclés Tegucigalpa Arbitrage : Guido González |

##### 4ejournée
| 20 août 2025 | CA Independiente | - | Deportivo Saprissa |                               |                               |
| 19h00 UTC-6  |                  |   |                    | Stade Rommel-Fernández Panama | Stade Rommel-Fernández Panama |

| 20 août 2025 | CS Cartaginés | - | Verdes FC |                                                 |                                                 |
| 20h00 UTC-6  |               |   |           | Stade José Rafael Fello Meza Ivankovich Cartago | Stade José Rafael Fello Meza Ivankovich Cartago |

##### 5ejournée
| 26 août 2025 | Deportivo Saprissa | - | FC Motagua |                                      |                                      |
| 20h00 UTC-6  |                    |   |            | Stade Ricardo Saprissa Aymá San José | Stade Ricardo Saprissa Aymá San José |

| 26 août 2025 | CS Cartaginés | - | CA Independiente |                                                 |                                                 |
| 20h00 UTC-6  |               |   |                  | Stade José Rafael Fello Meza Ivankovich Cartago | Stade José Rafael Fello Meza Ivankovich Cartago |

#### Groupe D
| Rang | Équipe         | Pts | J | G | N | P | Bp | Bc | Diff |  | Résultats (▼ dom., ► ext.) |     |     |     |     |     |
| ---- | -------------- | --- | - | - | - | - | -- | -- | ---- |  | -------------------------- | --- | --- | --- | --- | --- |
| 1    | CSD Xelajú     | 9   | 3 | 3 | 0 | 0 | 9  | 1  | +8   |  | CSD Xelajú                 |     |     | 3-0 | 4-2 |     |
| 2    | CD Olimpia     | 7   | 3 | 2 | 1 | 0 | 8  | 3  | +5   |  | CD Olimpia                 | -   |     |     | 3-0 |     |
| 3    | CD Águila      | 4   | 3 | 1 | 1 | 1 | 4  | 8  | -4   |  | CD Águila                  |     | 2-2 |     |     | 2-0 |
| 4    | Real Estelí FC | 0   | 2 | 0 | 0 | 2 | 1  | 7  | -6   |  | Real Estelí FC             |     |     | -   |     | -   |
| 5    | CD Hércules    | 0   | 3 | 0 | 0 | 3 | 1  | 7  | -6   |  | CD Hércules                | 0-2 | 1-3 |     |     |     |

##### 1rejournée
| 30 juillet 2025 | CD Hércules | 0 - 2   | CSD Xelajú                                          |                                                        |                                                        |
| 18h00 UTC-6     |             | (0 - 2) | 48e Romário Luiz da Silva · 73e Pedro Federico Báez | Stade Las Delicias Santa Tecla Arbitrage : Jorge Leira | Stade Las Delicias Santa Tecla Arbitrage : Jorge Leira |
| 18h00 UTC-6     | Rapport     |         |                                                     | Stade Las Delicias Santa Tecla Arbitrage : Jorge Leira | Stade Las Delicias Santa Tecla Arbitrage : Jorge Leira |

| 30 juillet 2025 | CD Olimpia                                                            | 3 - 0   | Real Estelí FC |                                                                        |                                                                        |
| 20h00 UTC-6     | Julián Martínez Crisanto 5e · Jorge Benguché 57e · Edwin Solano 90+9e | (1 - 0) |                | Stade José de la Paz Herrera Uclés Tegucigalpa Arbitrage : Jon Freeman | Stade José de la Paz Herrera Uclés Tegucigalpa Arbitrage : Jon Freeman |
| 20h00 UTC-6     | Rapport                                                               |         |                | Stade José de la Paz Herrera Uclés Tegucigalpa Arbitrage : Jon Freeman | Stade José de la Paz Herrera Uclés Tegucigalpa Arbitrage : Jon Freeman |

##### 2ejournée
| 6 août 2025 | CD Hércules                  | 1 - 3   | CD Olimpia                                                   |                                                              |                                                              |
| 20h00 UTC-6 | José Oliva Posada 67e (pen.) | (0 - 2) | Edwin Rodríguez 8e · Jorge Benguché 42e · Jerry Bengtson 75e | Stade Las Delicias Santa Tecla Arbitrage : Randy Encarnación | Stade Las Delicias Santa Tecla Arbitrage : Randy Encarnación |
| 20h00 UTC-6 | Rapport                      |         |                                                              | Stade Las Delicias Santa Tecla Arbitrage : Randy Encarnación | Stade Las Delicias Santa Tecla Arbitrage : Randy Encarnación |

| 6 août 2025 | CSD Xelajú                                                                  | 3 - 0   | CD Águila |                                                           |                                                           |
| 20h00 UTC-6 | Jorge Aparicio 26e · Antonio de Jesús López 48e · Pedro Federico Báez 90+3e | (1 - 0) |           | Stade Cementos Progreso Guatemala Arbitrage : Brayan Cruz | Stade Cementos Progreso Guatemala Arbitrage : Brayan Cruz |
| 20h00 UTC-6 | Rapport                                                                     |         |           | Stade Cementos Progreso Guatemala Arbitrage : Brayan Cruz | Stade Cementos Progreso Guatemala Arbitrage : Brayan Cruz |

##### 3ejournée
| 12 août 2025 | CD Águila                     | 2 - 0   | CD Hércules |                                                         |                                                         |
| 20h00 UTC-6  | Mauro Andrés Caballero 7e 21e | (2 - 0) |             | Stade Cuscatlán San Salvador Arbitrage : Fernando Morón | Stade Cuscatlán San Salvador Arbitrage : Fernando Morón |
| 20h00 UTC-6  | Rapport                       |         |             | Stade Cuscatlán San Salvador Arbitrage : Fernando Morón | Stade Cuscatlán San Salvador Arbitrage : Fernando Morón |

| 14 août 2025 | CSD Xelajú                                                                            | 4 - 1   | Real Estelí FC              |                                                             |                                                             |
| 20h00 UTC-6  | Yilton Díaz 6e · Jorge Aparicio 55e · Pedro Federico Báez 83e · William Cardoza 90+1e | (1 - 1) | 18e Carlos Alberto Preciado | Stade Cementos Progreso Guatemala Arbitrage : Waldir García | Stade Cementos Progreso Guatemala Arbitrage : Waldir García |
| 20h00 UTC-6  | Rapport                                                                               |         |                             | Stade Cementos Progreso Guatemala Arbitrage : Waldir García | Stade Cementos Progreso Guatemala Arbitrage : Waldir García |

##### 4ejournée
| 19 août 2025 | CD Águila                                     | 2 - 2   | CD Olimpia                              |                                                       |                                                       |
| 20h00 UTC-6  | Darwin Cerén 30e · Mauro Andrés Caballero 71e | (1 - 1) | 39e Jerry Bengtson · 79e Jorge Benguché | Stade Cuscatlán San Salvador Arbitrage : Félix Mojica | Stade Cuscatlán San Salvador Arbitrage : Félix Mojica |
| 20h00 UTC-6  | Rapport                                       |         |                                         | Stade Cuscatlán San Salvador Arbitrage : Félix Mojica | Stade Cuscatlán San Salvador Arbitrage : Félix Mojica |

| 21 août 2025 | Real Estelí FC | - | CD Hércules |                                |                                |
| 19h00 UTC-6  |                |   |             | Stade de l'Indépendance Estelí | Stade de l'Indépendance Estelí |

##### 5ejournée
| 28 août 2025 | CD Olimpia | - | CSD Xelajú |                                                |                                                |
| 20h00 UTC-6  |            |   |            | Stade José de la Paz Herrera Uclés Tegucigalpa | Stade José de la Paz Herrera Uclés Tegucigalpa |

| 28 août 2025 | Real Estelí FC | - | CD Águila |                                |                                |
| 20h00 UTC-6  |                |   |           | Stade de l'Indépendance Estelí | Stade de l'Indépendance Estelí |

## Phase finale

### Tableau
|  | Quarts de finale | Quarts de finale | Quarts de finale | Quarts de finale |   |   | Demi-finales | Demi-finales | Demi-finales | Demi-finales |  |  | Finale | Finale | Finale | Finale |
|  |                  |                  |                  |                  |   |   |              |              |              |              |  |  |        |        |        |        |
|  |                  |                  |                  |                  |   |   |              |              |              |              |  |  |        |        |        |        |
|  |                  |                  |                  |                  |   |   |              |              |              |              |  |  |        |        |        |        |
|  |                  |                  | 0                | 0                |   |   |              |              |              |              |  |  |        |        |        |        |
|  |                  |                  | 0                | 0                |   |   |              |              |              |              |  |  |        |        |        |        |
|  |                  |                  | 0                | 0                |   |   |              |              |              |              |  |  |        |        |        |        |
|  |                  |                  | 0                | 0                | 0 | 0 |              |              |              |              |  |  |        |        |        |        |
|  |                  |                  |                  |                  | 0 | 0 |              |              |              |              |  |  |        |        |        |        |
|  |                  |                  |                  |                  | 0 | 0 |              |              |              |              |  |  |        |        |        |        |
|  |                  |                  | 0                | 0                | 0 | 0 |              |              |              |              |  |  |        |        |        |        |
|  |                  |                  |                  |                  |   |   |              |              |              |              |  |  |        |        |        |        |
|  |                  |                  | 0                | 0                |   |   |              |              |              |              |  |  |        |        |        |        |
|  |                  |                  | 0                | 0                | 0 | 0 |              |              |              |              |  |  |        |        |        |        |
|  |                  |                  |                  |                  | 0 | 0 |              |              |              |              |  |  |        |        |        |        |
|  |                  |                  |                  |                  | 0 | 0 |              |              |              |              |  |  |        |        |        |        |
|  |                  |                  | 0                | 0                | 0 | 0 |              |              |              |              |  |  |        |        |        |        |
|  |                  |                  | 0                | 0                |   |   |              |              |              |              |  |  |        |        |        |        |
|  |                  |                  | 0                | 0                |   |   |              |              |              |              |  |  |        |        |        |        |
|  |                  |                  | 0                | 0                | 0 | 0 |              |              |              |              |  |  |        |        |        |        |
|  |                  |                  |                  |                  | 0 | 0 |              |              |              |              |  |  |        |        |        |        |
|  |                  |                  |                  |                  | 0 | 0 |              |              |              |              |  |  |        |        |        |        |
|  |                  |                  | 0                | 0                | 0 | 0 |              |              |              |              |  |  |        |        |        |        |
|  |                  |                  |                  |                  |   |   |              |              |              |              |  |  |        |        |        |        |
|  |                  |                  | 0                | 0                |   |   |              |              |              |              |  |  |        |        |        |        |
|  |                  |                  |                  |                  |   |   |              |              |              |              |  |  |        |        |        |        |
|  |                  |                  |                  |                  |   |   |              |              |              |              |  |  |        |        |        |        |

### Quarts de finale
| Équipe | Aller | Total | Retour | Équipe |
| ------ | ----- | ----- | ------ | ------ |
|        | -     | -     | -      |        |
|        | -     | -     | -      |        |
|        | -     | -     | -      |        |
|        | -     | -     | -      |        |

### Barrages pour la Coupe des champions
Les quatre équipes perdantes au stade des quarts de finale s'affrontent pour des matchs de barrages afin de déterminer les deux derniers qualifiés pour la Coupe des champions de la CONCACAF 2026.
| Équipe | Aller | Total | Retour | Équipe |
| ------ | ----- | ----- | ------ | ------ |
|        | -     | -     | -      |        |
|        | -     | -     | -      |        |

### Demi-finales
| Équipe | Aller | Total | Retour | Équipe |
| ------ | ----- | ----- | ------ | ------ |
|        | -     | -     | -      |        |
|        | -     | -     | -      |        |

### Finale
| Match aller |  | - |  |             |
|             |  |   |  | Arbitrage : |

| Match retour |  | - |  |             |
|              |  |   |  | Arbitrage : |